# Premio príncipe Mahidol
El premio príncipe Mahidol (en tailandés: รางวัลสมเด็จเจ้าฟ้ามหิดล) es un premio otorgado anualmente por la familia real tailandesa por los logros en medicina y salud pública.

## Fundación premio príncipe Mahidol
La fundación fue creada por el rey Bhumibol Adulyadej el 1 de enero de 1992 como parte de la conmemoración del centécimo aniversario del nacimiento de su padre, el príncipe Mahidol Adulyadej. Fue creada bajo el nombre de fundación premio Mahidol, el 28 de julio de 1997 fue renombrada como Fundación premio príncipe Mahidol.
Aparte de otorgar el premio, la fundación también se dedica a promover la memoria del príncipe Mahidol, considerado el padre de la medicina moderna tailandesa. Actualmente la princesa Maha Chakri Sirindhorn es la presidenta del comité de la fundación.

## El premio
El premio se otorga anualmente a personalidades y organizaciones internacionales en dos categorías distintas:
- El progreso sobresaliente en medicina.
- La promoción activa de la salud pública.

Entre 1992 y 2011 se concedieron 62 premios, de los cuales 28 fueron en la categoría de medicina y 34 en la categoría de salud pública.
El premio consiste en una medalla, un certificado y un premio en efectivo, equivalente a 100 000 dólares estadounidenses.

### Proceso de nominación
1. Cualquier persona o entidad puede ser nominada por alguna agencia del gobierno tailandés o por algún individuo. Las nominaciones son realizadas con el secretario general de la Fundación premio príncipe Mahidol.
2. Los formularios de nominación se remiten al Comité científico asesor para la selección inicial.
3. Una vez examinadas, los miembros del Jurado Internacional, compuesto por varios expertos en el campo de la medicina, darán su recomendación al consejo de la fundación.
4. El consejo de la fundación da su opinión final sobre la titularidad del premio.[2]